# Scabiosa georgica
Scabiosa georgica är en tvåhjärtbladig växtart som beskrevs av Sulak. Scabiosa georgica ingår i släktet fältväddar, och familjen Dipsacaceae. Inga underarter finns listade i Catalogue of Life.